# Portmarnock
Portmarnock (Irsk: Port Mearnóg) er en irsk by i County Fingal i provinsen Leinster, i den centrale del af Republikken Irland med en befolkning (inkl. opland) på 8.979 indb i 2006 (8.376 i 2002)